# 细粒玉黍螺
细粒玉黍螺（学名：Granulilittorina exigua），是中腹足目玉黍螺科Granulilittorina的一种。主要分布于台湾，常栖息在岩礁海岸和潮间带的上半部。